# Saalekreis
Saalekreis is de Landkreis in de deelstaat Saksen-Anhalt. Het is tijdens de tweede herindeling van Saksen-Anhalt op 1 juli 2007 ontstaan uit de oude Landkreisen Merseburg-Querfurt en Saalkreis. De Landkreis telt 183.434 inwoners (31 december 2020) op een oppervlakte van 1.433,41 km². De hoofdplaats is Merseburg.

## Steden en gemeenten
De Landkreis is bestuurlijk in de volgende steden en gemeenten onderverdeeld (Inwoners op 31-12-2020):
| Eenheidsgemeente 1. Bad Dürrenberg, Stad (11.499) 2. Bad Lauchstädt, Goethestad (8.781) 3. Braunsbedra, Stad (10.426) 4. Kabelsketal (9.001) 5. Landsberg, Stad (15.068) 6. Leuna, Stad (13.906) 7. Merseburg, Stad (33.593) 8. Mücheln (Geiseltal), Stad (8.541) 9. Petersberg (9.438) 10. Querfurt, Stad (10.454) 11. Salzatal (11.364) 12. Schkopau (10.986) 13. Teutschenthal (12.826) 14. Wettin-Löbejün, Stad (9.821) |

Verbandsgemeinde  met deelnemende gemeenten
* = Bestuurscentrum
| - 1. Verbandsgemeinde Weida-Land 1. Barnstädt (974) 2. Farnstädt (1.487) 3. Nemsdorf-Göhrendorf * (838) 4. Obhausen (2.246) 5. Schraplau, Stad (1.077) 6. Steigra (1.108) |

Bad Dürrenberg ·
Bad Lauchstädt ·
Barnstädt ·
Braunsbedra ·
Farnstädt ·
Kabelsketal ·
Landsberg ·
Leuna ·
Merseburg ·
Mücheln (Geiseltal) ·
Nemsdorf-Göhrendorf ·
Obhausen ·
Petersberg ·
Querfurt ·
Salzatal ·
Schkopau ·
Schraplau ·
Steigra ·
Teutschenthal · 
Wettin-Löbejün